# Модан гару
«Модная девица» (яп. モダンガール модан га:ру, от англ. modern girl, также «мога») — японское разговорное выражение, которым называли женщин, следовавших западным веяниям моды и подражавших западному образу жизни в Японии в конце периода Тайсё. Термин «модан гару» эквивалентен американскому флэппер, kallege ladki в Индии, немецкому neue Frauen или французскому garçonnes. Рассматривая образ «современных девушек» сквозь призму сравнения западной и европейской культуры, националистская пресса могла использовать этот стереотип для осуждения таких недостатков как легкомыслие, сексуальная распущенность, эгоизм и подверженность влиянию Запада.

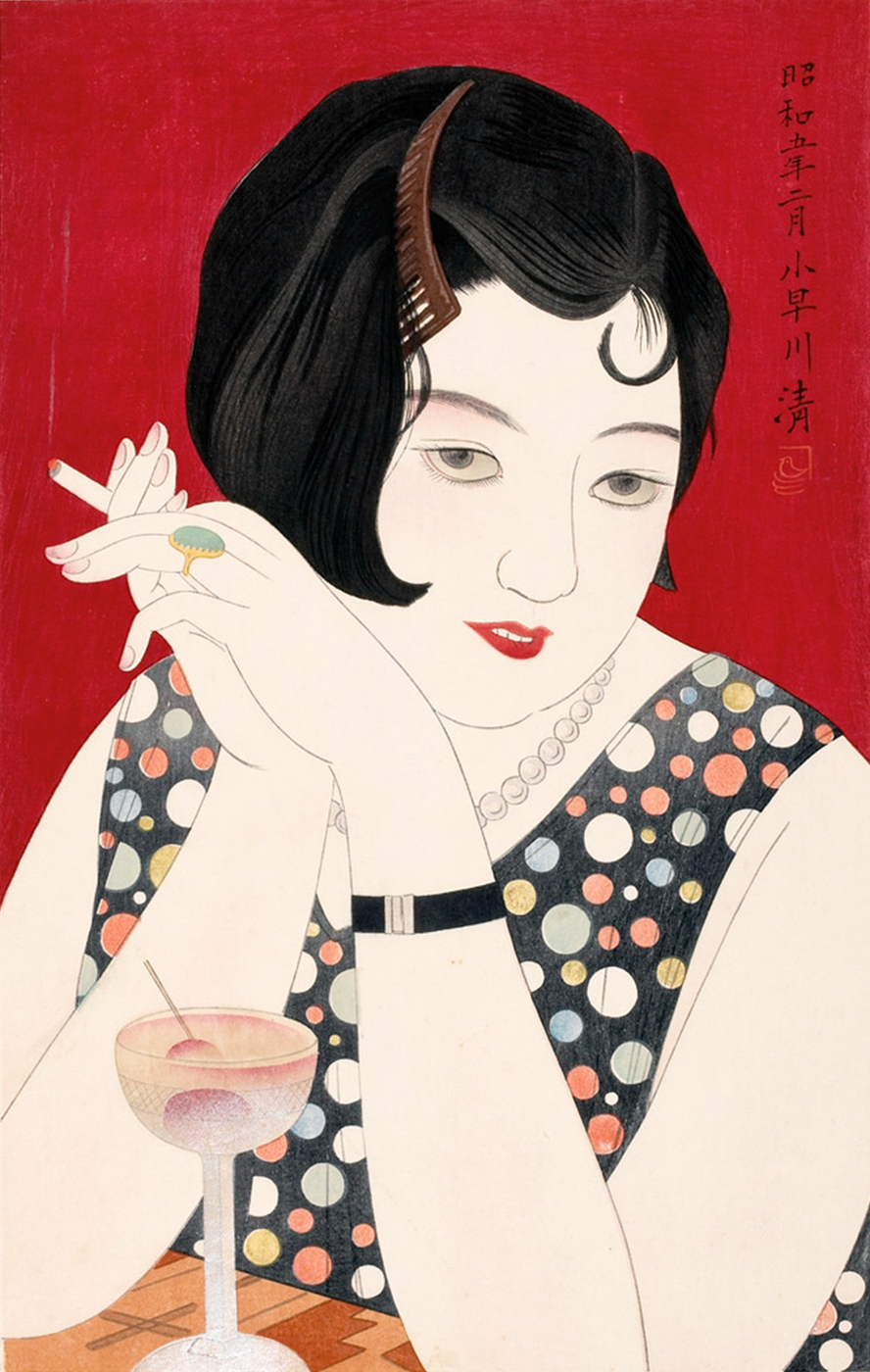
Киёси Кобаякава. «Подвыпившая». V год Сёва (1930). Цветная гравюра на дереве. Художественный музей Гонолулу

В 1920-х годах появился слой молодых работающих женщин, владеющих деньгами и готовых их тратить. Используя аристократический образ жизни как стандарт для японской культуры, критики «модан гару» осуждали этот слой как «неестественный». «Современных девушек» изображали как материально и эмоционально независимых городских жительниц, самих выбирающих себе мужей и аполитичных. В действительности численность «модан гару» была не так велика, но сам образ имел важное идейное значение — вокруг него был создан целый пласт массовой культуры. В этот период женские журналы были новинкой. Идеальной целевой аудиторией для них и стали «современные девушки», образ которых чаще встречался в рекламе косметики и модной одежды, чем в реальной жизни. Примером культурного влияния данного образа стал театр «Такарадзука Кагэкидан», созданный в 1914 году, и роман «Наоми» (1924) Дзюнъитиро Танидзаки.

## Этимология
Журналы «Сюфу но томо» (主婦の友, «Друг домохозяйки»), существовавший с 1917 года, и «Дзёсэй» (女性, «Женщина»), созданный в 1922 году, публиковали статьи, заметки о моде и советы для девушек, ведущих «современный» образ жизни. «Женщина» стала «Библией модан гару». Сам термин был введен писателем Дзюнъитиро Танидзаки в романе «Наоми», главная героиня которого представляет собой классический образ «современной девушки».
В начале периода Сёва популярность «модан гару» сошла на нет. Подъём национализма и экономические трудности Великой депрессии привёл к насаждению идеологии «рёсай кэмбо» (良妻賢母 «хорошие жены и мудрые матери»), а в период Второй мировой войны — «ямато-надэсико».

## Характерные черты
Современные девушки были полностью независимы как внешне (финансово), так и внутренне. Они жили на свои собственные заработки и не находились на попечении семьи. Они курили, смотрели современное кино, проводили время в кафе, часто тратили деньги и слушали джаз. В моду начали входить экзотические мотивы на тканях, геометрические рисунки, яркие и экстравагантные цвета. Покрой кимоно мог даже подвергаться модификации.
«Современных девушек» отличала также сексуальная свобода в выборе партнеров. Многие беспорядочно вступали в половые контакты. В рассказе Катаоки Тэппэя 1928 года молодая машинистка ходит на свидания с тремя «современными молодыми людьми». Сама же она описывается как декадентка, гедонистка и личность поверхностная.